# Grup de Treball sobre la Detenció Arbitrària
El Grup de Treball sobre la Detenció Arbitrària és una entitat vinculada a l'Organització de les Nacions Unides formada per experts independents sobre drets humans que investiguen els casos d'arrest i detenció arbitrària que hagin pogut suposar una violació del Dret internacional de drets humans.
Va ser establert l'any 1991 per l'antiga Comissió de Drets Humans de les Nacions Unides com un dels "procediments especials" creats per monitorar violacions de drets humans, i es troba actualment en l'àmbit de competència del Consell de Drets Humans de les Nacions Unides. Al setembre de 2013, el Consell va ampliar el seu mandat per tres anys. Després de verificar la informació d'una varietat de fonts, inclosa la d'organitzacions no governamentals, organismes intergovernamentals i familiars de les víctimes, el grup de treball emet una opinió sobre el compliment del dret internacional i envia crides urgents als governs per determinar el destí i la condició dels presumptes detinguts. També pot realitzar visites d'investigació als estats que han admès l'accés del grup de treball.

## Judici al procés independentista català
El maig de 2019, els advocats Ben Emmerson i Rachel Lindon, com a portaveus d'aquest col·lectiu de treball, exigiren l'alliberament immediat dels presos polítics catalans atès que la presó preventiva vulnerava drets fonamentals recollits a la Declaració Universal dels Drets Humans, subscrita per l'Estat espanyol.

## Membres
| Nom                           | Estat         | Mandat    |
| ----------------------------- | ------------- | --------- |
| Leigh Toomey                  | Austràlia     | 2015-2021 |
| Elina Steinerte               | Letònia       | 2016-2022 |
| Sètondji Roland Adjovi        | Benín         | 2014-2020 |
| Seong-Phil Hong               | Corea del Sud | 2014-2020 |
| José Antonio Guevara Bermúdez | Mèxic         | 2014-2020 |

| Nom                            | Estat    |
| ------------------------------ | -------- |
| Vladimir Tochilovsky           | Ucraïna  |
| Mads Andenas                   | Noruega  |
| Aslan Abashidze                | Rússia   |
| Tamás Bán                      | Hongria  |
| Manuela Carmena Castrillo      | Espanya  |
| Seyyed Mohammad Hashemi        | Iran     |
| Roberto Garretón               | Xile     |
| Laity Kama                     | Senegal  |
| Louis Joinet                   | França   |
| Malick El Hadji Sow            | Senegal  |
| Kapil Sibal                    | Índia    |
| Petr Uhl                       | Txèquia  |
| Soledad Villagra de Biedermann | Paraguai |
| Leila Zerrougui                | Algèria  |
| Shaheen Sardar Ali             | Pakistan |